# Greenideoida noonadanae
Greenideoida noonadanae är en insektsart. Greenideoida noonadanae ingår i släktet Greenideoida och familjen långrörsbladlöss. Inga underarter finns listade i Catalogue of Life.